# Головаста акула індійська
Головаста акула індійська (Cephaloscyllium silasi) — акула з роду Cephaloscyllium родини Котячі акули.

## Опис
Загальна довжина досягає 36 см. На думку вчених може виростати до 50 см. Голова коротка і широка. Морда дуже широка, тупа, клиноподібна. Очі помірного розміру, овально-горизонтальні, з мигальною перетинкою. Зіниці щілиноподібні. Очі високо посаджені на голові. За ними розташовані невеличкі бризкальця. Ніздрі середнього розміру. Носові складки подовжені. губні борозни відсутні. Рот помірно широкий. Зуби дрібні, з 3-5 верхівками, з яких центральна є високою й гострою, бокові — маленькі. У неї 5 пар коротких зябрових щілин. Тулуб товстий. Грудні плавці великі, з округлими кінчиками. Має 2 спинних плавця. Перший спинний плавець більше за задній, починається з середини черевних плавців. Задній спинний плавець розташовано навпроти анального. Черевні плавці широкі й невеличкі. Анальний плавець більше за задній спинний плавець. Хвіст короткий. Хвостовий плавець широкий, гетероцеркальний.
Забарвлення світло-коричневе. На спині та верхній частині боків присутні 7 помірно широких темно-коричневих сідлоподібних плям. Над грудними плавцями розташовано темна округла пляма з нечіткими межами. Черево світліше загального фона.

## Спосіб життя
Тримається на глибині до 300 м. Доволі повільна й малорухлива акула. Як захист від ворогів надуває черево, ковтаючи повітря або воду. Активна переважно вночі. Полює на здобич біля дна, є бентофагом. Живиться ракоподібними, молюсками, морськими черв'яками, дрібною костистою рибою.
Це яйцекладна акула. Самиця відкладає 2 яйця.

## Розповсюдження
Мешкає біля узбережжя штату Керала (Індія), а також біля Оману.